# Lycaon pictus
Lycaon pictus (вовк строкатий, гієновий собака африканський, дикий пес африканський) — вид родини псових (Canidae), ряду хижих. 
Історичні дані свідчать про те, що африканські дикі собаки були раніше поширені по всій території на південь від Сахари, від пустель до гірських вершин і, ймовірно, були відсутні тільки в низовинах лісу і сухій пустелі. Зараз вони зникли зі значної частини свого колишнього ареалу. Вид практично викорінений у Західній Африці, значно знижується в центральній Африці і на північному сході Африки. Найбільша популяція залишається у південній частині Африки (особливо північній Ботсвані, західному Зімбабве, східній Намібії і Національному парк Крюгера, ПАР) і південній частині Східної Африки (особливо в північній Танзанії і Мозамбіку).
Окрім єдиного сучасного виду рід містить також вид † Lycaon sekowei.

## Етимологія
Є дві людини в грецькій міфології з іменами Лікаон. Один з них був сином Пріама, царя Трої, який був убитий Ахіллом. Інший, і він же набагато імовірніше джерелом для назви, був міфічним першим королем Аркадії.

## Морфологія
Морфометрія. Довжина голови й тіла: 760—1120 мм, хвіст: 300—410 мм, висота в плечах: 610—780 мм, вага: 17—36 кг.
Опис. Самці й самиці приблизно однакового розміру. Існує велика різноманітність в забарвленні хутра. Вкраплення чорного, жовтого і білого перебирають майже всі мислимі розташування і пропорції. У більшості особин, однак голова темна й хвіст має білий кінчик або пухнасте закінчення. Шерсть коротка і вбога, іноді настільки розріджена, що чорну шкіру відверто видно. Вуха довгі, округлі, вкриті короткими волосками. Ноги довгі та стрункі; є тільки чотири пальці на кожній лапі. Щелепи широкі і потужні. Лікаон має сильний мускусний запах. У самок 12—14 молочних залоз.

## Поведінка
Лігвом служать, як правило, покинуті трубкозубом нори; використовуються вони тільки, щоб виростити потомство. Зграя не відходить далеко від лігва, коли там знаходяться цуценята. В іншому випадку рухи, як правило, залежать від успіхів полювання: якщо їжі не вистачає; може бути пройдена вся область патрулювання за два або три дні. Полювання відбувається вранці і ввечері. Піки активності з 07:00 по 08:00 і з 18:00 до 19:00 годин. До жертви, яка є в полі зору гієновий собака тихо наближається, а потім переслідує зі швидкістю до 66 км/год протягом 10—60 хвилин. Групи гієнових собак загалом співпрацюють у полюванні на великих ссавців, а окремі тварини іноді переслідують зайців, гризунів або інших дрібних тварин. Основна здобич, здається, залежить від області — це дуїкер (Sylvicapra) і редунка (Redunca) в долині Кафуе (Замбія), імпала в Національному парку Крюгера (ПАР), газель Томсона і гну в Серенгеті (Танзанія). Деякі зграї в Серенгеті, однак, спеціалізуються на захопленні зебр. Деякі продукти можуть зберігатися в норах. Дослідження рівнини Серенгеті в Танзанії, показали, що гієновий собака має складну і незвичну соціальну структуру. Групи вміщували в середньому 9,8 (1—26) осіб, 4,1 (0—10) дорослих самців, і 2,1 (0—7) дорослих самиць. Це незвична статева пропорція як для ссавців. Деякі зграї складались аж 8 дорослих самців і тільки з однієї дорослої самиці. Більше того, саме самиці емігрували від своєї батьківської території далі ніж самці. Є окремі ієрархії домінування для кожної статі. Як правило, тільки найвищого рангу самець і самиця беруть участь у розмноженні й вони пригнічують розмноження підлеглих. Існує гостре суперництво серед самиць за ранг. Якщо підлегла самиця народжує цуценят, панівна може вкрасти їх. Самиці іноді жорстоко б'ються, і хто програв, може вийти з групи і загинути. Крім цього аспекту соціального життя зграя гієнових собак дуже дружна, з невеликою кількістю відкритої боротьби. Харчі є загальними, і навіть для окремих особин, які не беруть участь в полюванні. Тварині зі зламаною ногою було дозволено годуватись, коли вона шкутильгала за іншими, протягом часу, необхідного щоб нога загоїлась. Цуценята досить дорослі, щоб приймати тверду їжу, їли в першу чергу, тобто навіть перед панівною парою. Підлеглі тварини, особливо самці, допомагали годувати і захищати цуценят.

## Життєвий цикл
Дітонародження може відбутися в будь-який час року, але пік з березня по червень, у другій половині сезону дощів. Вагітність триває 79—80 днів. В неволі в середньому народжується 4—8 цуценят. Вага новонароджених 300 грамів; очі відкриваються на 13 день. Близько 3 тижня від народження молодь виходить з лігва і починає споживати деяку тверду їжу. Відлучення, як правило, завершується на 11 тижні. Всі дорослі члени зграї вивергати їжу молоді. Коли зграя полює, 1 або 2 дорослих залишаються в лігві, щоб охороняти цуценят. Фактичний час статевої зрілості настає в 12-14 місяців. Максимальна тривалість життя, що спостерігалася в дикій природі становить 11 років. У неволі одна особина прожила близько 17 років.

## Загрози та охорона
Основними загрозами для африканських диких собак є конфлікт з діяльністю людини та інфекційні захворювання. Цей вид охороняється законом на більшій частині своїх місць проживання. Однак, цей захист рідко застосовуються на практиці й ликаони зникли в кількох країнах, незважаючи на суворий правовий захист. Живуть на природоохоронних територіях.